# Conta di Addis
La conta di Addis è un metodo per la valutazione della funzionalità renale consistente nella determinazione quantitativa degli elementi figurati (globuli rossi, leucociti, cilindri, cristalli o particelle amorfe) e delle proteine, con l'esclusione delle cellule epiteliali squamose nelle urine raccolte nell'arco delle 12 o di 24 ore in un apposito recipiente in condizioni controllate. L'operazione è fatta tipicamente al mattino.
È utilizzata per valutare la presenza di patologie renali o delle vie urinarie. La conta di Addis serve per verificare se si è in presenza di ematuria. I valori normali sono: 0-130.000/24 h.
Sul sedimento (al fondo di una provetta dopo che è stata sottoposta a centrifugazione) di un campione di urina viene calcolata la quantità di cellule (in questo caso globuli rossi) emesse nel tempo base dell'esame. La presenza di una certa quantità di globuli rossi, che viene eliminata con le urine, è fisiologica. Quando le urine presentano una quantità maggiore di globuli rossi, allora si parla di ematuria. Essa può essere microscopica (rilevabile cioè solo con l'esame) o macroscopica, avvertita direttamente dal paziente per il colorito delle urine.
Prende il nome da Thomas Addis.